# Saturn Films
Saturn Films é uma empresa produtora de filmes e seriados fundada pelo ator Nicolas Cage em 2000.

## Produções

### Filmes
- Shadow of the Vampire (2000)
- The Family Man (2000)
- Sonny (2002)
- The Life of David Gale (2003)
- National Treasure (2004)
- Lord of War (2005)
- The Wicker Man (2006)
- Next (2007)
- National Treasure: Book of Secrets (2007)
- Bangkok Dangerous (2008)
- Knowing (2009)
- Bad Lieutenant: Port of Call New Orleans (2009)
- The Sorcerer's Apprentice (2010)

### Séries de TV
- The Dresden Files (desde 2007)